# Кучердя (комуна)
Кучердя (рум. Cucerdea) — комуна у повіті Муреш в Румунії. До складу комуни входять такі села (дані про населення за 2002 рік):
- Борд (164 особи)
- Кучердя (872 особи) — адміністративний центр комуни
- Шеулія-де-Муреш (671 особа)

Комуна розташована на відстані 261 км на північний захід від Бухареста, 27 км на південний захід від Тиргу-Муреша, 65 км на південний схід від Клуж-Напоки, 132 км на північний захід від Брашова.

## Населення
За даними перепису населення 2002 року у комуні проживали 1707 осіб.
Національний склад населення комуни:
| Національність | Кількість осіб | Відсоток |
| -------------- | -------------- | -------- |
| румуни         | 1689           | 98,9%    |
| цигани         | 11             | 0,6%     |
| угорці         | 7              | 0,4%     |

Рідною мовою назвали:
| Мова      | Кількість осіб | Відсоток |
| --------- | -------------- | -------- |
| румунська | 1699           | 99,5%    |
| угорська  | 7              | 0,4%     |
| німецька  | 1              | 0,1%     |

Склад населення комуни за віросповіданням:
| Релігія                                       | Кількість осіб | Відсоток |
| --------------------------------------------- | -------------- | -------- |
| православні                                   | 1523           | 89,2%    |
| греко-католики                                | 57             | 3,3%     |
| п'ятдесятники                                 | 35             | 2,1%     |
| не релігійні                                  | 14             | 0,8%     |
| баптисти                                      | 6              | 0,4%     |
| римо-католики                                 | 3              | 0,2%     |
| реформати                                     | 2              | 0,1%     |
| адвентисти                                    | 1              | 0,1%     |
| бретрени                                      | 1              | 0,1%     |
| лютерани (Синодально-пресвітеріанська церква) | 1              | 0,1%     |
| атеїсти                                       | 1              | 0,1%     |